# GSC3295-1357
GSC3295-1357 — хімічно пекулярна зоря спектрального класу ?, що має видиму зоряну величину в смузі V приблизно  9,3.

## Пекулярний хімічний вміст
Зоряна атмосфера GSC3295-1357 має підвищений вміст Eu та Sr.